# Zohra (pel·lícula)
Zohra és un curtmetratge mut tunisià dirigit per Albert Samama-Chikli i estrenat el 1922, en el moment de la colonització francesa.
Aquesta és la primera producció cinematogràfica indígena de l'Àfrica del Nord. El guió fou escrit per la filla de Samama-Chikli, Haydée Chikli, qui també va interpretar el paper de la protagonista femenina de la pel·lícula.

## Argument
La trama de la pel·lícula gira al voltant d'una jove nàufraga de França, rescatada pels beduïns. Ella viu amb la seva tribu durant un temps. Després va ser segrestada per bandits, després rescatada per un aviador francès abans de retrobar-se amb la seva família. Els costums tribals es presenten amb detall. El curt es considera un exemple del gènere «Orient misteriós».

## Acollida
La pel·lícula es va projectar al cinema Omnia Pathé de Tunis i va tenir un cert èxit.